# 北沢清功
北沢 清功（きたざわ せいこう、1927年2月20日 - 2001年11月15日）は、日本の政治家。元衆議院議員。

## 来歴
長野県南安曇郡穂高町（現安曇野市）出身。旧制松本工業学校卒業。1994年、細川内閣が成立をめざした政治改革四法案にも党議拘束に反して反対票を投じ、党規違反で3ヶ月間の党活動禁止処分を受ける。
- 1962年 - 穂高町会議員当選。
- 1967年 - 長野県議会議員当選。
- 1990年 - 第39回衆議院議員総選挙で日本社会党から長野4区で出馬、初当選。
- 1993年 - 第40回衆議院議員総選挙で日本社会党から長野4区で出馬、当選（2期目）。
- 1996年 - 第1次橋本龍太郎内閣で運輸政務次官。第40回衆議院議員総選挙で社民党から出馬。長野2区落選・比例北陸信越ブロックで復活当選。
- 2000年 - 政界引退。同年勲二等瑞宝章受章[1]。

## 役職
- 衆議院地方行政委員会理事
- 衆議院予算委員会理事
- 衆議院内閣委員会理事
- 衆議院科学技術委員会理事

## 参考
- 『長野県人名鑑』信濃毎日新聞社、1974年